# Dalmo Medeiros
Dalmo Medeiros (Rio de Janeiro, 26 de novembro de 1951) é um jornalista, compositor e cantor brasileiro.
É um dos vocalistas do MPB-4, grupo vocal de maior longevidade na música popular brasileira. Dalmo é carioca e, além de cantar, compõe, sendo autor exclusivo da BMG, tendo várias de suas músicas gravadas por diversos artistas, entre eles Ivete Sangalo, Boca Livre, Margareth Menezes, Cheiro de Amor, Roupa Nova e Elba Ramalho, entre outros.
Foi jornalista do Jornal do Brasil e O Globo, tendo trabalhado também no CEDOC, arquivo de imagem da TV Globo.